# Campeonato Brasileño de Fútbol Serie C 2017
El Campeonato Brasileño de Serie C 2017 fue la vigésimo séptima edición (27ª) del campeonato de tercera categoría del fútbol brasileño. Contó con la participación de 20 equipos incluyendo los equipos descendidos de la Serie B 2016 y los ascendidos de la Serie D 2016.

## Sistema de juego
La Serie C 2017 conservará el formato implementado desde la temporada 2012, es decir, que los 20 participantes serán divididos en dos grupos de 10 equipos cada uno. Se jugarán partidos de ida y vuelta y los cuatro mejores equipos de cada zona clasificarán a la fase final.
En la fase final, se organizarán llaves en las cuales se jugarán partidos de ida y vuelta. Se jugarán cuartos de final, semifinal y final para conocer al campeón y a los cuatro ascendidos a la Campeonato Brasileño de Fútbol Serie B 2018.
Por otro lado, los dos equipos peor ubicados en cada zona descenderán a la Campeonato Brasileño de Fútbol Serie D 2018.

### Criterios de desempate
En caso de que haya dos o más equipos empatados en puntos al final de la primera fase (fase de grupos), los criterios de desempate son:
1. Mayor número de partidos ganados.
2. Mejor diferencia de gol.
3. Mayor número de goles a favor.
4. Resultado del partido jugado entre los equipos.
5. Menor número de tarjetas rojas recibidas.
6. Menor número de tarjetas amarillas recibidas.
7. Sorteo.

En caso de que haya dos o más equipos empatados en puntos al final de la segunda, tercera y cuartas fase (cuartos de final, semifinal y final, respectivamente), los criterios de desempate son:
1. Mejor diferencia de gol.
2. Mayor número de goles a favor en calidad de visitante.
3. Tiros desde el punto penal.

## Equipos participantes

### Ascensos y descensos
| Pos. | Descendidos de la Serie B 2016 |
| ---- | ------------------------------ |
| 17º  | Joinville                      |
| 18º  | Tupi                           |
| 19º  | Bragantino                     |
| 20º  | Sampaio Corrêa                 |

| Pos. | Ascendidos de la Serie D 2016 |
| ---- | ----------------------------- |
| 1º   | Volta Redonda                 |
| 2º   | CSA                           |
| 3º   | São Bento                     |
| 4º   | Moto Club                     |

### Información de los equipos
| Equipo              | Ciudad                | Estadio             | Capacidad | Posición 2016 |
| ------------------- | --------------------- | ------------------- | --------- | ------------- |
| ASA                 | Arapiraca, AL         | Fumeirão            | 15 000    | 8°            |
| Botafogo - PB       | João Pessoa, PB       | Almeidão - PB       | 19 000    | 7°            |
| Botafogo - SP       | Ribeirão Preto, SP    | Santa Cruz          | 29 292    | 5°            |
| Bragantino          | Bragança Paulista, SP | Nabi Abi Chedid     | 17 000    | 19° (Serie B) |
| Confiança           | Aracaju, SE           | Baptistão           | 14 000    | 14°           |
| CSA                 | Maceió, AL            | Rei Pelé            | 20 551    | 2º (Serie D)  |
| Cuiabá              | Cuiabá, MT            | Arena Pantanal      | 44 000    | 12°           |
| Fortaleza           | Fortaleza, CE         | Arena Castelão      | 63 903    | 6°            |
| Joinville           | Joinville, SC         | Arena Joinville     | 22 400    | 17° (Serie B) |
| Macaé               | Macaé, RJ             | Moacyrzão           | 15 000    | 16°           |
| Mogi Mirim          | Mogi Mirim, SP        | Vail Chaves         | 19 900    | 13°           |
| Moto Club           | São Luís, MA          | Castelão            | 40 000    | 4° (Serie D)  |
| Remo                | Belém, PA             | Mangueirão          | 45 007    | 11°           |
| Salgueiro           | Salgueiro, PE         | Salgueirão          | 12 000    | 15º           |
| Sampaio Corrêa      | São Luís, MA          | Castelão            | 40 000    | 20° (Serie B) |
| São Bento           | Sorocaba, SP          | Walter Ribeiro      | 13 772    | 3° (Serie D)  |
| Tombense            | Tombos, MG            | Almeidão - MG       | 3 050     | 9°            |
| Tupi                | Juiz de Fora, MG      | Mario Helênio       | 31 800    | 18° (Serie B) |
| Volta Redonda       | Volta Redonda, RJ     | Raulino de Oliveira | 20 255    | 1° (Serie D)  |
| Ypiranga de Erechim | Erechim, RS           | Colosso da Lagoa    | 30 000    | 10º           |

## Grupo A

### Tabla de posiciones
| Pos. | Equipo         | Pts. | PJ | PG | PE | PP | GF | GC | Dif. |
| ---- | -------------- | ---- | -- | -- | -- | -- | -- | -- | ---- |
| 1.º  | Sampaio Corrêa | 32   | 18 | 9  | 5  | 4  | 24 | 20 | 4    |
| 2.º  | CSA            | 32   | 18 | 8  | 8  | 2  | 21 | 12 | 9    |
| 3.º  | Fortaleza      | 27   | 18 | 7  | 6  | 5  | 20 | 15 | 5    |
| 4.º  | Confiança      | 25   | 18 | 6  | 7  | 5  | 23 | 25 | −2   |
| 5.º  | Salgueiro      | 24   | 18 | 7  | 3  | 8  | 19 | 16 | 3    |
| 6.º  | Cuiabá         | 23   | 18 | 4  | 11 | 3  | 17 | 17 | 0    |
| 7.º  | Remo           | 22   | 18 | 5  | 7  | 6  | 19 | 21 | −2   |
| 8.º  | Botafogo - PB  | 21   | 18 | 6  | 3  | 9  | 18 | 21 | −3   |
| 9.º  | Moto Club (D)  | 20   | 18 | 5  | 5  | 8  | 18 | 20 | −2   |
| 10.º | ASA (D)        | 13   | 18 | 2  | 7  | 9  | 11 | 23 | −12  |

|  | Clasifica a la Segunda fase. |
|  | Desciende a la Serie D 2018. |

### Evolución de la clasificación
| ASA            | 10 | 7  | 9  | 9  | 9  | 9  | 7  | 7  | 7  | 9  | 9  | 10 | 10 | 10 | 10 | 10 | 10 | 10 |
| Botafogo - PB  | 5  | 9  | 5  | 3  | 3  | 3  | 2  | 3  | 4  | 4  | 6  | 7  | 7  | 6  | 7  | 8  | 9  | 8  |
| Confiança      | 2  | 2  | 4  | 6  | 6  | 5  | 6  | 6  | 6  | 10 | 10 | 9  | 9  | 9  | 9  | 7  | 5  | 4  |
| Cuiabá         | 6  | 8  | 10 | 10 | 10 | 10 | 8  | 8  | 8  | 6  | 7  | 5  | 6  | 7  | 6  | 5  | 6  | 6  |
| CSA            | 1  | 1  | 1  | 1  | 1  | 2  | 1  | 1  | 1  | 1  | 1  | 1  | 1  | 1  | 2  | 2  | 2  | 2  |
| Fortaleza      | 9  | 4  | 2  | 2  | 2  | 1  | 3  | 2  | 3  | 2  | 2  | 2  | 2  | 3  | 3  | 3  | 3  | 3  |
| Moto Club      | 7  | 10 | 7  | 7  | 7  | 7  | 9  | 9  | 9  | 8  | 8  | 8  | 8  | 8  | 8  | 9  | 8  | 9  |
| Remo           | 4  | 5  | 6  | 4  | 4  | 4  | 4  | 4  | 5  | 5  | 3  | 4  | 4  | 5  | 4  | 4  | 4  | 7  |
| Salgueiro      | 8  | 3  | 8  | 8  | 8  | 8  | 10 | 10 | 10 | 7  | 5  | 6  | 5  | 4  | 5  | 6  | 7  | 5  |
| Sampaio Corrêa | 3  | 6  | 3  | 5  | 5  | 6  | 5  | 5  | 2  | 3  | 4  | 3  | 3  | 2  | 1  | 1  | 1  | 1  |

### Partidos
| Moto Club     | 1 - 2 | Sampaio Corrêa | Castelão - MA | 13 de mayo | 16:00 |
| CSA           | 3 - 0 | ASA            | Rei Pelé      | 14 de mayo | 16:00 |
| Botafogo - PB | 0 - 0 | Cuiabá         | Almeidão - PB | 14 de mayo | 16:00 |
| Remo          | 1 - 0 | Fortaleza      | Mangueirão    | 14 de mayo | 19:00 |
| Confiança     | 2 - 1 | Salgueiro      | Baptistão     | 15 de mayo | 20:30 |

| Fortaleza      | 1 - 0 | Botafogo - PB | Presidente Vargas | 19 de mayo | 19:00 |
| Sampaio Corrêa | 0 - 2 | CSA           | Castelão - MA     | 20 de mayo | 16:00 |
| ASA            | 1 - 0 | Remo          | Fumeirão          | 20 de mayo | 16:30 |
| Salgueiro      | 2 - 0 | Moto Club     | Salgueirão        | 21 de mayo | 16:00 |
| Cuiabá         | 1 - 2 | Confiança     | Arena Pantanal    | 21 de mayo | 17:00 |

| Moto Club     | 4 - 0 | Confiança      | Castelão - MA | 27 de mayo | 16:00 |
| Salgueiro     | 1 - 2 | Fortaleza      | Salgueirão    | 27 de mayo | 20:00 |
| ASA           | 0 - 1 | Sampaio Corrêa | Fumeirão      | 28 de mayo | 16:00 |
| Botafogo - PB | 2 - 0 | CSA            | Almeidão - PB | 28 de mayo | 16:00 |
| Remo          | 1 - 1 | Cuiabá         | Mangueirão    | 28 de mayo | 19:00 |

| Sampaio Corrêa | 1 - 1 | Cuiabá    | Castelão - MA     | 3 de junio | 16:00 |
| Fortaleza      | 3 - 0 | ASA       | Presidente Vargas | 3 de junio | 20:30 |
| CSA            | 2 - 1 | Moto Club | Rei Pelé          | 4 de junio | 16:00 |
| Botafogo - PB  | 1 - 0 | Salgueiro | Almeidão - PB     | 4 de junio | 16:00 |
| Confiança      | 0 - 1 | Remo      | Baptistão         | 5 de junio | 21:00 |

| Moto Club | 0 - 0 | Botafogo - PB  | Castelão - MA  | 10 de junio | 16:00 |
| Remo      | 1 - 1 | CSA            | Mangueirão     | 10 de junio | 19:30 |
| ASA       | 1 - 1 | Salgueiro      | Fumeirão       | 11 de junio | 16:00 |
| Cuiabá    | 2 - 2 | Fortaleza      | Arena Pantanal | 11 de junio | 18:00 |
| Confiança | 2 - 2 | Sampaio Corrêa | Baptistão      | 12 de junio | 20:30 |

| CSA           | 1 - 1 | Confiança      | Rei Pelé          | 16 de junio | 20:00 |
| Moto Club     | 1 - 1 | ASA            | Castelão - MA     | 17 de junio | 16:00 |
| Salgueiro     | 1 - 1 | Cuiabá         | Salgueirão        | 18 de junio | 16:00 |
| Fortaleza     | 3 - 0 | Sampaio Corrêa | Presidente Vargas | 18 de junio | 18:00 |
| Botafogo - PB | 3 - 2 | Remo           | Almeidão - PB     | 19 de junio | 21:00 |

| Confiança      | 0 - 1 | Botafogo - PB | Baptistão      | 24 de junio | 16:00 |
| Remo           | 3 - 2 | Moto Club     | Mangueirão     | 24 de junio | 18:00 |
| Sampaio Corrêa | 1 - 0 | Salgueiro     | Castelão - MA  | 25 de junio | 16:00 |
| Cuiabá         | 1 - 1 | ASA           | Arena Pantanal | 25 de junio | 17:00 |
| CSA            | 1 - 0 | Fortaleza     | Rei Pelé       | 26 de junio | 21:00 |

| ASA            | 2 - 1 | Botafogo - PB | Fumeirão          | 2 de julio | 16:00 |
| Salgueiro      | 0 - 1 | CSA           | Salgueirão        | 2 de julio | 16:00 |
| Fortaleza      | 1 - 1 | Confiança     | Presidente Vargas | 2 de julio | 18:00 |
| Cuiabá         | 1 - 0 | Moto Club     | Arena Pantanal    | 2 de julio | 19:00 |
| Sampaio Corrêa | 1 - 1 | Remo          | Castelão - MA     | 3 de julio | 21:00 |

| Moto Club     | 1 - 0 | Fortaleza      | Castelão - MA | 8 de julio  | 20:00 |
| CSA           | 0 - 0 | Cuiabá         | Rei Pelé      | 9 de julio  | 16:00 |
| Botafogo - PB | 1 - 2 | Sampaio Corrêa | Almeidão - PB | 9 de julio  | 16:00 |
| Remo          | 0 - 1 | Salgueiro      | Mangueirão    | 9 de julio  | 18:00 |
| Confiança     | 1 - 1 | ASA            | Baptistão     | 10 de julio | 20:30 |

| Sampaio Corrêa | 0 - 1 | Moto Club     | Castelão - MA     | 15 de julio | 16:00 |
| Salgueiro      | 4 - 1 | Confiança     | Salgueirão        | 15 de julio | 20:00 |
| ASA            | 0 - 0 | CSA           | Fumeirão          | 15 de julio | 21:00 |
| Fortaleza      | 1 - 1 | Remo          | Presidente Vargas | 16 de julio | 18:00 |
| Cuiabá         | 1 - 0 | Botafogo - PB | Arena Pantanal    | 16 de julio | 19:00 |

| Botafogo - PB | 0 - 2 | Fortaleza      | Almeidão - PB | 21 de julio | 21:00 |
| Moto Club     | 0 - 2 | Salgueiro      | Castelão - MA | 22 de julio | 16:00 |
| CSA           | 1 - 1 | Sampaio Corrêa | Rei Pelé      | 23 de julio | 16:00 |
| Confiança     | 1 - 1 | Cuiabá         | Baptistão     | 24 de julio | 20:30 |
| Remo          | 1 - 0 | ASA            | Mangueirão    | 24 de julio | 21:00 |

| Sampaio Corrêa | 1 - 0 | ASA           | Castelão - MA  | 29 de julio | 17:00 |
| Fortaleza      | 1 - 0 | Salgueiro     | Castelão - CE  | 29 de julio | 17:00 |
| CSA            | 2 - 1 | Botafogo - PB | Rei Pelé       | 30 de julio | 16:00 |
| Confiança      | 1 - 1 | Moto Club     | Baptistão      | 31 de julio | 20:30 |
| Cuiabá         | 0 - 0 | Remo          | Arena Pantanal | 31 de julio | 21:00 |

| Moto Club | 1 - 1 | CSA            | Castelão       | 5 de agosto | 18:00 |
| ASA       | 1 - 1 | Fortaleza      | Fumeirão       | 5 de agosto | 20:00 |
| Salgueiro | 1 - 0 | Botafogo - PB  | Salgueirão     | 5 de agosto | 20:00 |
| Remo      | 2 - 2 | Confiança      | Mangueirão     | 6 de agosto | 18:00 |
| Cuiabá    | 1 - 3 | Sampaio Corrêa | Arena Pantanal | 6 de agosto | 19:00 |

| CSA            | 2 - 0 | Remo      | Rei Pelé      | 12 de agosto | 16:00 |
| Sampaio Corrêa | 2 - 1 | Confiança | Castelão - MA | 12 de agosto | 17:00 |
| Salgueiro      | 2 - 0 | ASA       | Salgueirão    | 12 de agosto | 20:00 |
| Botafogo - PB  | 3 - 2 | Moto Club | Almeidão - PB | 13 de agosto | 16:00 |
| Fortaleza      | 1 - 1 | Cuiabá    | Castelão - CE | 13 de agosto | 18:00 |

| Confiança      | 2 - 0 | CSA           | Baptistão      | 19 de agosto | 17:00 |
| Sampaio Corrêa | 2 - 0 | Fortaleza     | Castelão - MA  | 19 de agosto | 20:00 |
| ASA            | 0 - 1 | Moto Club     | Fumeirão       | 20 de agosto | 16:00 |
| Remo           | 2 - 1 | Botafogo - PB | Mangueirão     | 20 de agosto | 18:00 |
| Cuiabá         | 1 - 0 | Salgueiro     | Arena Pantanal | 20 de agosto | 19:00 |

| Moto Club     | 1 - 1 | Remo           | Castelão - MA | 26 de agosto | 17:15 |
| Salgueiro     | 1 - 1 | Sampaio Corrêa | Salgueirão    | 26 de agosto | 20:00 |
| ASA           | 2 - 3 | Cuiabá         | Fumeirão      | 27 de agosto | 16:00 |
| Botafogo - PB | 1 - 2 | Confiança      | Almeidão - PB | 27 de agosto | 16:00 |
| Fortaleza     | 1 - 1 | CSA            | Castelão - CE | 27 de agosto | 19:15 |

| Botafogo - PB | 0 - 0 | ASA            | Almeidão - PB | 1 de septiembre | 21:30 |
| Remo          | 1 - 2 | Sampaio Corrêa | Mangueirão    | 2 de septiembre | 16:15 |
| Moto Club     | 1 - 0 | Cuiabá         | Castelão - MA | 2 de septiembre | 17:00 |
| Confiança     | 2 - 0 | Fortaleza      | Baptistão     | 3 de septiembre | 19:00 |
| CSA           | 2 - 0 | Salgueiro      | Rei Pelé      | 4 de septiembre | 21:00 |

| Sampaio Corrêa | 2 - 3 | Botafogo - PB | Castelão - MA  | 9 de septiembre | 19:30 |
| ASA            | 1 - 2 | Confiança     | Fumeirão       | 9 de septiembre | 19:30 |
| Cuiabá         | 1 - 1 | CSA           | Arena Pantanal | 9 de septiembre | 19:30 |
| Salgueiro      | 2 - 1 | Remo          | Salgueirão     | 9 de septiembre | 19:30 |
| Fortaleza      | 1 - 0 | Moto Club     | Castelão - CE  | 9 de septiembre | 19:30 |

## Grupo B

### Tabla de posiciones
| Pos. | Equipo              | Pts. | PJ | PG | PE | PP | GF | GC | Dif. |
| ---- | ------------------- | ---- | -- | -- | -- | -- | -- | -- | ---- |
| 1.º  | São Bento           | 31   | 18 | 8  | 7  | 3  | 20 | 10 | 10   |
| 2.º  | Tupi                | 28   | 18 | 7  | 7  | 4  | 21 | 18 | 3    |
| 3.º  | Tombense            | 26   | 18 | 6  | 8  | 4  | 19 | 17 | 2    |
| 4.º  | Volta Redonda       | 25   | 18 | 6  | 7  | 5  | 24 | 17 | 7    |
| 5.º  | Joinville           | 25   | 18 | 6  | 7  | 5  | 28 | 23 | 5    |
| 6.º  | Botafogo - SP       | 25   | 18 | 6  | 7  | 5  | 25 | 20 | 5    |
| 7.º  | Ypiranga de Erechim | 23   | 18 | 5  | 8  | 5  | 23 | 21 | 2    |
| 8.º  | Bragantino          | 21   | 18 | 4  | 9  | 5  | 16 | 19 | −3   |
| 9.º  | Macaé (D)           | 19   | 18 | 5  | 4  | 9  | 16 | 28 | −12  |
| 10.º | Mogi Mirim (D)      | 13   | 18 | 3  | 4  | 11 | 15 | 34 | −19  |

|  | Clasifica a la Segunda fase.     |
|  | Desciende a la Serie D 2018. (D) |

### Evolución de la clasificación
| Botafogo - SP       | 2  | 1  | 5  | 2  | 2  | 1  | 1  | 1  | 1  | 1  | 1  | 1  | 1  | 4  | 4  | 5  | 6  | 6  |
| Bragantino          | 3  | 7  | 7  | 3  | 4  | 4  | 5  | 9  | 9  | 9  | 9  | 9  | 8  | 8  | 8  | 9  | 9  | 8  |
| Joinville           | 5  | 2  | 3  | 6  | 7  | 7  | 10 | 7  | 7  | 5  | 6  | 7  | 5  | 5  | 6  | 7  | 7  | 5  |
| Macaé               | 10 | 6  | 8  | 8  | 9  | 10 | 9  | 6  | 8  | 8  | 8  | 8  | 9  | 9  | 9  | 8  | 8  | 9  |
| Mogi Mirim          | 8  | 10 | 10 | 10 | 10 | 9  | 8  | 10 | 10 | 10 | 10 | 10 | 10 | 10 | 10 | 10 | 10 | 10 |
| São Bento           | 9  | 4  | 1  | 4  | 6  | 5  | 2  | 2  | 3  | 2  | 4  | 3  | 2  | 1  | 1  | 1  | 1  | 1  |
| Tombense            | 6  | 8  | 6  | 9  | 8  | 8  | 6  | 8  | 5  | 7  | 5  | 4  | 6  | 7  | 7  | 6  | 4  | 3  |
| Tupi                | 7  | 9  | 9  | 7  | 5  | 6  | 7  | 4  | 4  | 3  | 2  | 2  | 3  | 2  | 2  | 2  | 2  | 2  |
| Volta Redonda       | 1  | 5  | 2  | 1  | 1  | 2  | 3  | 5  | 6  | 4  | 3  | 5  | 7  | 6  | 5  | 3  | 3  | 4  |
| Ypiranga de Erechim | 4  | 3  | 4  | 5  | 3  | 3  | 4  | 3  | 2  | 6  | 7  | 6  | 4  | 3  | 3  | 4  | 5  | 7  |

### Partidos
| Tombense            | 1 - 1 | Tupi          | Almeidão - MG       | 13 de mayo | 15:30 |
| Mogi Mirim          | 0 - 0 | São Bento     | José Liberatti      | 13 de mayo | 15:30 |
| Volta Redonda       | 3 - 1 | Macaé         | Raulino de Oliveira | 13 de mayo | 18:30 |
| Bragantino          | 2 - 2 | Botafogo - SP | Nabi Abi Chedid     | 13 de mayo | 19:30 |
| Ypiranga de Erechim | 2 - 2 | Joinville     | Colosso da Lagoa    | 14 de mayo | 15:30 |

| Tupi          | 0 - 2 | Ypiranga de Erechim | Mario Helênio   | 20 de mayo | 16:00 |
| Macaé         | 1 - 0 | Bragantino          | Moacyrzão       | 20 de mayo | 16:00 |
| São Bento     | 2 - 1 | Tombense            | Walter Ribeiro  | 20 de mayo | 17:00 |
| Botafogo - SP | 2 - 0 | Mogi Mirim          | Santa Cruz      | 20 de mayo | 19:30 |
| Joinville     | 2 - 0 | Volta Redonda       | Arena Joinville | 21 de mayo | 16:00 |

| Joinville     | 1 - 1 | Tupi                | Arena Joinville     | 26 de mayo | 19:00 |
| Tombense      | 2 - 1 | Mogi Mirim          | Almeidão - MG       | 27 de mayo | 15:30 |
| Bragantino    | 1 - 0 | Ypiranga de Erechim | Nabi Abi Chedid     | 27 de mayo | 16:00 |
| São Bento     | 2 - 1 | Macaé               | Walter Ribeiro      | 27 de mayo | 17:00 |
| Volta Redonda | 2 - 0 | Botafogo - SP       | Raulino de Oliveira | 29 de mayo | 19:00 |

| Mogi Mirim          | 2 - 4 | Bragantino | Vail Chaves         | 3 de junio | 15:30 |
| Volta Redonda       | 2 - 0 | Tombense   | Raulino de Oliveira | 3 de junio | 16:00 |
| Tupi                | 1 - 0 | São Bento  | Mario Helênio       | 3 de junio | 16:00 |
| Ypiranga de Erechim | 1 - 1 | Macaé      | Colosso da Lagoa    | 4 de junio | 15:00 |
| Botafogo - SP       | 3 - 0 | Joinville  | Santa Cruz          | 4 de junio | 18:00 |

| Macaé               | 1 - 3 | Tupi          | Moacyrzão        | 10 de junio | 15:00 |
| Tombense            | 2 - 2 | Joinville     | Almeidão - MG    | 10 de junio | 15:30 |
| Bragantino          | 1 - 1 | Volta Redonda | Nabi Abi Chedid  | 10 de junio | 16:00 |
| Ypiranga de Erechim | 2 - 0 | Mogi Mirim    | Colosso da Lagoa | 11 de junio | 15:00 |
| São Bento           | 0 - 0 | Botafogo - SP | Walter Ribeiro   | 12 de junio | 21:00 |

| Tombense      | 0 - 0 | Bragantino          | Almeidão - MG       | 17 de junio | 15:30 |
| Mogi Mirim    | 2 - 0 | Tupi                | Vail Chaves         | 17 de junio | 15:30 |
| Volta Redonda | 0 - 0 | Ypiranga de Erechim | Raulino de Oliveira | 17 de junio | 18:00 |
| Joinville     | 1 - 1 | São Bento           | Arena Joinville     | 18 de junio | 15:00 |
| Botafogo - SP | 3 - 0 | Macaé               | Santa Cruz          | 18 de junio | 16:00 |

| Macaé               | 1 - 0 | Joinville     | Moacyrzão        | 24 de junio | 15:00 |
| Mogi Mirim          | 2 - 1 | Volta Redonda | Vail Chaves      | 24 de junio | 15:30 |
| Bragantino          | 0 - 3 | São Bento     | Nabi Abi Chedid  | 24 de junio | 16:00 |
| Tupi                | 0 - 0 | Botafogo - SP | Mario Helênio    | 24 de junio | 20:00 |
| Ypiranga de Erechim | 0 - 1 | Tombense      | Colosso da Lagoa | 25 de junio | 15:00 |

| Macaé         | 1 - 0 | Mogi Mirim          | Moacyrzão       | 1 de julio | 15:00 |
| São Bento     | 1 - 2 | Ypiranga de Erechim | Walter Ribeiro  | 1 de julio | 17:00 |
| Tupi          | 3 - 1 | Volta Redonda       | Mario Helênio   | 1 de julio | 21:00 |
| Joinville     | 2 - 0 | Bragantino          | Arena Joinville | 2 de julio | 15:00 |
| Botafogo - SP | 0 - 0 | Tombense            | Santa Cruz      | 2 de julio | 16:00 |

| Tombense            | 2 - 1 | Macaé         | Almeidão - MG       | 8 de julio  | 16:00 |
| Bragantino          | 0 - 0 | Tupi          | Nabi Abi Chedid     | 8 de julio  | 16:00 |
| Volta Redonda       | 0 - 0 | São Bento     | Raulino de Oliveira | 9 de julio  | 11:00 |
| Ypiranga de Erechim | 1 - 1 | Botafogo - SP | Colosso da Lagoa    | 9 de julio  | 15:00 |
| Mogi Mirim          | 1 - 1 | Joinville     | Vail Chaves         | 10 de julio | 21:00 |

| Macaé         | 0 - 3 | Volta Redonda       | Moacyrzão       | 15 de julio | 15:00 |
| São Bento     | 1 - 0 | Mogi Mirim          | Walter Ribeiro  | 15 de julio | 17:00 |
| Tupi          | 1 - 0 | Tombense            | Mario Helênio   | 16 de julio | 11:00 |
| Joinville     | 2 - 1 | Ypiranga de Erechim | Arena Joinville | 16 de julio | 15:00 |
| Botafogo - SP | 1 - 0 | Bragantino          | Santa Cruz      | 17 de julio | 21:00 |

| Tombense            | 3 - 2 | São Bento     | Almeidão - MG       | 22 de julio | 15:30 |
| Mogi Mirim          | 2 - 2 | Botafogo - SP | Vail Chaves         | 22 de julio | 15:30 |
| Bragantino          | 1 - 1 | Macaé         | Nabi Abi Chedid     | 22 de julio | 16:00 |
| Volta Redonda       | 0 - 0 | Joinville     | Raulino de Oliveira | 22 de julio | 18:00 |
| Ypiranga de Erechim | 1 - 1 | Tupi          | Colosso da Lagoa    | 23 de julio | 15:00 |

| Macaé               | 0 - 0 | São Bento     | Moacyrzão        | 29 de julio | 15:00 |
| Mogi Mirim          | 1 - 1 | Tombense      | Vail Chaves      | 29 de julio | 15:30 |
| Tupi                | 3 - 1 | Joinville     | Mario Helênio    | 29 de julio | 16:00 |
| Ypiranga de Erechim | 0 - 0 | Bragantino    | Colosso da Lagoa | 30 de julio | 15:00 |
| Botafogo - SP       | 2 - 1 | Volta Redonda | Santa Cruz       | 30 de julio | 16:00 |

| Macaé      | 0 - 2 | Ypiranga de Erechim | Moacyrzão       | 5 de agosto | 15:00 |
| Tombense   | 0 - 0 | Volta Redonda       | Almeidão - MG   | 5 de agosto | 15:30 |
| Bragantino | 1 - 0 | Mogi Mirim          | Nabi Abi Chedid | 5 de agosto | 16:00 |
| São Bento  | 2 - 0 | Tupi                | Walter Ribeiro  | 5 de agosto | 17:00 |
| Joinville  | 1 - 0 | Botafogo - SP       | Arena Joinville | 6 de agosto | 15:00 |

| Mogi Mirim    | 0 - 3 | Ypiranga de Erechim | Vail Chaves         | 12 de agosto | 15:30 |
| Tupi          | 1 - 0 | Macaé               | Mario Helênio       | 12 de agosto | 16:00 |
| Volta Redonda | 1 - 0 | Bragantino          | Raulino de Oliveira | 12 de agosto | 18:30 |
| Joinville     | 2 - 0 | Tombense            | Arena Joinville     | 13 de agosto | 15:00 |
| Botafogo - SP | 0 - 2 | São Bento           | Santa Cruz          | 13 de agosto | 16:00 |

| São Bento           | 2 - 0 | Joinville     | Walter Ribeiro   | 18 de agosto | 21:00 |
| Macaé               | 3 - 2 | Botafogo - SP | Moacyrzão        | 19 de agosto | 15:00 |
| Bragantino          | 1 - 1 | Tombense      | Nabi Abi Chedid  | 19 de agosto | 16:00 |
| Tupi                | 1 - 0 | Mogi Mirim    | Mario Helênio    | 19 de agosto | 16:00 |
| Ypiranga de Erechim | 3 - 3 | Volta Redonda | Colosso da Lagoa | 20 de agosto | 15:00 |

| Botafogo - SP | 1 - 1 | Tupi                | Santa Cruz          | 26 de agosto | 15:00 |
| Tombense      | 3 - 0 | Ypiranga de Erechim | Almeidão - MG       | 26 de agosto | 15:30 |
| São Bento     | 1 - 1 | Bragantino          | Walter Ribeiro      | 26 de agosto | 17:00 |
| Joinville     | 2 - 4 | Macaé               | Arena Joinville     | 27 de agosto | 15:00 |
| Volta Redonda | 4 - 0 | Mogi Mirim          | Raulino de Oliveira | 27 de agosto | 18:00 |

| Ypiranga de Erechim | 0 - 0 | São Bento     | Colosso da Lagoa    | 1 de septiembre | 19:30 |
| Tombense            | 2 - 1 | Botafogo - SP | Almeidão - MG       | 2 de septiembre | 15:30 |
| Mogi Mirim          | 3 - 0 | Macaé         | Vail Chaves         | 2 de septiembre | 15:30 |
| Bragantino          | 1 - 1 | Joinville     | Nabi Abi Chedid     | 3 de septiembre | 15:00 |
| Volta Redonda       | 2 - 2 | Tupi          | Raulino de Oliveira | 4 de septiembre | 19:00 |

| Botafogo - SP | 5 - 3 | Ypiranga de Erechim | Santa Cruz      | 9 de septiembre | 17:00 |
| Tupi          | 2 - 3 | Bragantino          | Mario Helênio   | 9 de septiembre | 17:00 |
| Macaé         | 0 - 0 | Tombense            | Moacyrzão       | 9 de septiembre | 17:00 |
| São Bento     | 1 - 0 | Volta Redonda       | Walter Ribeiro  | 9 de septiembre | 17:00 |
| Joinville     | 8 - 1 | Mogi Mirim          | Arena Joinville | 9 de septiembre | 17:00 |

## Segunda fase
Los 8 clubes finalistas disputan cuartos de final, semifinales y final. los cuatro equipos semifinalistas ascienden a la Serie-B 2018.
|  | Cuartos de final       | Cuartos de final       | Cuartos de final       |   |           | Semifinales       | Semifinales       | Semifinales       |  |           | Final               | Final               | Final               |  |
|  | 16 al 25 de septiembre | 16 al 25 de septiembre | 16 al 25 de septiembre |   |           | 1 al 7 de octubre | 1 al 7 de octubre | 1 al 7 de octubre |  |           | 14 al 21 de octubre | 14 al 21 de octubre | 14 al 21 de octubre |  |
|  |                        |                        |                        |   |           |                   |                   |                   |  |           |                     |                     |                     |  |
|  |                        |                        |                        |   |           |                   |                   |                   |  |           |                     |                     |                     |  |
|  | Fortaleza              | 2                      | 0                      |   |           |                   |                   |                   |  |           |                     |                     |                     |  |
|  | Fortaleza              | 2                      | 0                      |   |           |                   |                   |                   |  |           |                     |                     |                     |  |
|  | Tupi                   | 0                      | 1                      |   |           |                   |                   |                   |  |           |                     |                     |                     |  |
|  | Tupi                   | 0                      | 1                      |   | Fortaleza | 1                 | 2                 |                   |  |           |                     |                     |                     |  |
|  |                        |                        |                        |   | Fortaleza | 1                 | 2                 |                   |  |           |                     |                     |                     |  |
|  |                        |                        | Sampaio Corrêa         | 0 | 2         |                   |                   |                   |  |           |                     |                     |                     |  |
|  | Volta Redonda          | 0                      | Sampaio Corrêa         | 0 | 2         | 1                 |                   |                   |  |           |                     |                     |                     |  |
|  | Volta Redonda          | 0                      |                        |   |           |                   |                   |                   |  |           |                     |                     |                     |  |
|  | Sampaio Corrêa         | 1                      | 1                      |   |           |                   |                   |                   |  |           |                     |                     |                     |  |
|  | Sampaio Corrêa         | 1                      | 1                      |   |           |                   |                   |                   |  | Fortaleza | 1                   | 0                   |                     |  |
|  |                        |                        |                        |   |           |                   |                   |                   |  | Fortaleza | 1                   | 0                   |                     |  |
|  |                        |                        | CSA                    | 2 | 0         |                   |                   |                   |  |           |                     |                     |                     |  |
|  | Confiança              | 0                      | CSA                    | 2 | 0         | 0                 |                   |                   |  |           |                     |                     |                     |  |
|  | Confiança              | 0                      |                        |   |           |                   |                   |                   |  |           |                     |                     |                     |  |
|  | São Bento              | 2                      | 0                      |   |           |                   |                   |                   |  |           |                     |                     |                     |  |
|  | São Bento              | 2                      | 0                      |   | São Bento | 0                 | 1 (2)             |                   |  |           |                     |                     |                     |  |
|  |                        |                        |                        |   | São Bento | 0                 | 1 (2)             |                   |  |           |                     |                     |                     |  |
|  |                        |                        | CSA                    | 1 | 0 (4)     |                   |                   |                   |  |           |                     |                     |                     |  |
|  | Tombense               | 0                      | CSA                    | 1 | 0 (4)     | 0                 |                   |                   |  |           |                     |                     |                     |  |
|  | Tombense               | 0                      |                        |   |           |                   |                   |                   |  |           |                     |                     |                     |  |
|  | CSA                    | 2                      | 1                      |   |           |                   |                   |                   |  |           |                     |                     |                     |  |
|  | CSA                    | 2                      | 1                      |   |           |                   |                   |                   |  |           |                     |                     |                     |  |
|  |                        |                        |                        |   |           |                   |                   |                   |  |           |                     |                     |                     |  |

### Cuartos de final
| 16 de septiembre de 2017, 19:30 | Volta Redonda | 0:1 (0:0) | Sampaio Corrêa | Estadio Raulino de Oliveira, Volta Redonda |  |

| 23 de septiembre de 2017, 16:30 | Sampaio Corrêa | 1ː1 (0:0) | Volta Redonda | Estadio Castelão, São Luís |  |

| 16 de septiembre de 2017, 16:00 | Fortaleza | 2:0 (0:0) | Tupi | Estadio Castelão, Fortaleza |  |

| 23 de septiembre de 2017, 20:30 | Tupi | 1ː0 (0:0) | Fortaleza | Estadio Mario Helênio, Juiz de Fora |  |

| 18 de septiembre de 2017, 20:45 | Tombense | 0:2 (0:1) | CSA | Estadio Almeidão, Tombos |  |

| 25 de septiembre de 2017, 20:30 | CSA | 1ː0 (1:0) | Tombense | Estadio Rei Pelé, Maceió |  |

| 17 de septiembre de 2017, 19:00 | Confiança | 0:2 (0:2) | São Bento | Estadio Baptistão, Aracaju |  |

| 24 de septiembre de 2017, 19:00 | São Bento | 0:0 | Confiança | Estadio Walter Ribeiro, Sorocaba |  |

### Semifinales
| 2 de octubre de 2017, 20:45 | Fortaleza | 1:0 (0:0) | Sampaio Corrêa | Estadio Castelão, Fortaleza |  |

| 7 de octubre de 2017, 17:00 | Sampaio Corrêa | 2:2 (0:1) | Fortaleza | Estadio Castelão, São Luís |  |

| 1 de octubre de 2017, 19:00 | São Bento | 0:1 (0:0) | CSA | Estadio Walter Ribeiro, Sorocaba |  |

| 7 de octubre de 2017, 19:30 | CSA | 0:1 (0:0) (4:2 p.) | São Bento | Estadio Rei Pelé, Maceió |  |

### Final
| 14 de octubre de 2017 19:00 | Fortaleza | 1:2 (0:1) | CSA | Estadio Castelão, Fortaleza |  |

| 21 de octubre de 2017 19:00 | CSA | 0:0 | Fortaleza | Estadio Rei Pelé, Maceió |  |

| Campeón 2017 Campeonato Brasileño de Serie C |
| Bandera del estado de Alagoas                |
| -------------------------------------------- |
| Centro Sportivo Alagoano (1.er título)       |